# Ellsworth (Iowa)
Pour les articles homonymes, voir Ellsworth.
Ellsworth est une ville du comté de Hamilton, en Iowa, aux États-Unis. Elle est fondée en 1880 et incorporée le 12 octobre 1893.

## Source de la traduction
- (en) Cet article est partiellement ou en totalité issu de l’article de Wikipédia en anglais intitulé « Ellsworth, Iowa » (voir la liste des auteurs).